# Brake Makaya
Pour les articles homonymes, voir Brake.
Brake Makaya, connue sous le nom de Brake, est un musicien gabonais connu notamment pour avoir participé à The Voice Afrique francophone, dans l’équipe de Lokua Kanza.
Il est le fils du chanteur Mackjoss ainsi que le frère de la chanteuse Créol.

## Biographie
Il a fait des études de comptabilité, de la cuisine, mais s'est concentré sur la musique.
Fils du célèbre musicien gabonais Mackjoss,, il se tourne très tôt dans la musique de même que sa sœur Créol.
Entre 2009 à 2013, il est membre de l’orchestre « Gabao ». Il s'y forme à la musique jouée en direct et acquiert une expérience vocale qui lui permettra de faire des concours de musique. Il remporte la compétition « Papa Africa » en 2014, et, en 2016, participe à l’émission télévisée de télé crochet The Voice Afrique Francophone qui se déroule à Johannesburg en Afrique du Sud,. Même s'il échoue à mi-chemin, faute de vote suffisant du public, cette émission donne la possibilité de se faire un nom dans l'Afrique entière et après son départ de la compétition, il enchaîne les scènes et prépare un album,,,,,. En septembre 2018, il débute la promotion d'un disque de quatre titres intitulé Avec le cœur, qui aborde la condition de la femme et de l’homme noir en général.

## Style musical
Brake raconte avoir beaucoup écouté dans sa jeunesse l'orchestre Massako dans lequel a joué son père. Selon Gabonews, cette influence pourrait expliquer que la musique de Brake soit « acoustique et mélodieuse ». Gabonnews décrit l'album de Brake Avec le coeur comme comportant des « touches de soul, de jazz et du tradi-moderne, ourlées d’une belle technique vocale ».
Les paroles de ses chansons s'appuient sur des faits de société, militent pour l'enseignement des langues locales, et abordent les thèmes de l'amour et du pardon.

## Discographie
Maxi : Avec Le Cœur - EP
- Avec le cœur
- Couleurs
- Ndongianu Nzile (« Montrez nous le chemin », en langue punu)
- Medley